# Catedral de la Nativitat de Riga
La Catedral de la Nativitat (en letó: Rīgas Kristus Piedzimšanas pareizticīgo katedrāle) es troba a Riga capital de Letònia. És la catedral de la diòcesi o eparquia de l'Església Ortodoxa de Riga. Està dedicada a la Nativitat de Crist. Es troba junt el límit del parc Esplanade.

## Història
La catedral va ser construïda segons els plànols de Nikolai Chagin en l'estil neobizantí entre 1876 i 1883, quan Letònia era part de l'Imperi Rus. És la segona catedral ortodoxa més gran als països bàltics -la més gran es troba a Karosta, Liepaja-, va ser construïda amb la benedicció del tsar Alexandre II de Rússia per iniciativa del governador general local de Pyotr Romanovich Bagration i el bisbe Benjamín Karelin. La Catedral de la Nativitat de Crist és famosa per la seva iconografia part de la qual va ser realitzada per Vassili Veresxaguin.
Durant la Primera Guerra Mundial, les tropes alemanyes van ocupar Riga i van convertir aquesta catedral ortodoxa en església luterana. Durant el període d'independència de Letònia entre les dues guerres mundials, la Catedral de la Nativitat, una vegada més es va convertir en catedral ortodoxa el 1921, quan el govern va tractar de forçar l'ús del letó com a llengua litúrgica.
Les autoritats municipals de la República Socialista Soviètica de Letònia van tancar la catedral el 1961, durant una campanya activa de clausura i demolicions d'esglésies a l'època de Nikita Khrusxov en l'URSS. Van convertir l'edifici en un planetari, passant l'església de la Trinitat a reemplaçar-la com a catedral diocesana fins al 1991. L'arquebisbe letó Jānis Pommers, va tenir un paper central en la defensa de la Catedral de la Nativitat.
La catedral va ser tornada a l'Església Ortodoxa després que Letònia va recuperar la seva independència de la Unió Soviètica el 1991.